# Wolfgang Niess

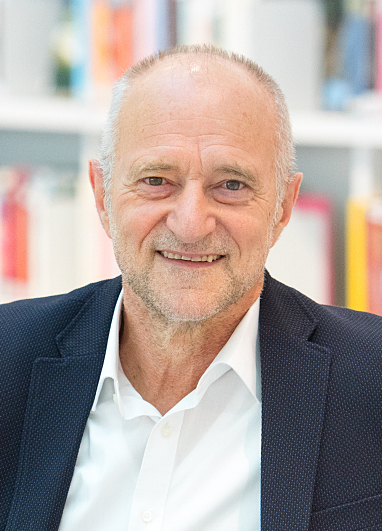
Wolfgang Niess, 2017

Wolfgang Niess (* 18. August 1952 in Giengen an der Brenz) ist ein deutscher Historiker, Autor und Moderator.
Niess studierte an der Universität Stuttgart und der Universität Tübingen Geschichte, Politikwissenschaft, Mathematik und Kommunikationswissenschaften. Niess ist Autor zahlreicher Radio- und Fernsehsendungen, Aufsätze und Buchpublikationen zu Aspekten der Zeitgeschichte.
Bereits seit den 1970er-Jahren beschäftigt er sich mit der Revolution von 1918/1919; ihre Deutungen in der deutschen Geschichtsschreibung der vergangenen 100 Jahre behandelte er in seiner Dissertation. 2021 erschien sein Buch Der 9. November. Die Deutschen und ihr Schicksalstag, in dem er historische Ereignisse wie die Revolution von 1918/19, den Hitlerputsch 1923 in München, die Pogromnacht 1938 und den Fall der Berliner Mauer 1989 mit dem Datum 9. November verknüpft.
Wolfgang Niess moderierte Radiosendungen des SWR und SDR und entwickelte die Veranstaltungsreihe »Autor im Gespräch«, die er seit 1994 moderiert. Hier waren bekannte deutschsprachige Schriftsteller seine Gäste sowie Historiker wie Ian Kershaw, Christopher Clark und Joachim Fest. Von 1979 bis 2018 war Wolfgang Niess als Redakteur, Moderator und Autor für den SDR und SWR tätig, zuletzt als Leitender Redakteur beim SWR Fernsehen.
Er gehört dem Wissenschaftlichen Beirat des Vereins Weimarer Republik zum Haus der Weimarer Republik an.

## Publikationen (Auswahl)
- (Hrsg.) Über die Wahl hinaus. Kritische Texte für skeptische Wähler. Rowohlt, Reinbek 1980.
- (Hrsg.) Machtergreifung ’33. Poller, Stuttgart 1983.
- Der Widerstand im deutschen Südwesten 1933–1945. Kohlhammer, Stuttgart 1984.
- Die Revolution von 1918/19 in der deutschen Geschichtsschreibung. Deutungen von der Weimarer Republik bis ins 21. Jahrhundert. de Gruyter, Berlin / Boston 2013, ISBN 978-3-11-028546-8.
- Die Revolution von 1918/19. Der wahre Beginn unserer Demokratie. Europa-Verlag, München 2017, ISBN 978-3-95890-074-5.
- Der 9. November. Die Deutschen und ihr Schicksalstag. C.H. Beck, München 2021, ISBN 978-3-406-77731-8.
- Der Hitlerputsch 1923. Geschichte eines Hochverrats.  C.H. Beck, München 2023, ISBN 978-3-406-79917-4.
- Schicksalsjahr 1925. Als Hindenburg Präsident wurde. C. H. Beck, München 2025, ISBN 978-3-406-83039-6.[4]